# SliTaz
SliTaz — компактный (35 Мбайт) Дистрибутив Linux, подходящий для старых и слабых компьютеров. Имеет много общего с Damn Small Linux, но меньше по размеру и основан на более поздних версиях ядра Linux — 2.6. Новые версии выпускаются еженедельно (rolling).
29 марта 2014 года вышла версия для Raspberry Pi.

## Состав дистрибутива
- Вместо традиционного для десктопных дистрибутивов GNU Coreutils используется BusyBox
- Браузер Midori (c 3-й версии).
- Alsa микшер, аудио-проигрыватель и CD-риппер.
- Чат, почта и FTP-клиенты.
- SSH-клиент и сервер (Dropbear).
- Движок базы данных (SQLite).
- CD- или DVD-инструменты для записи, редактирования.
- Среда рабочего стола Openbox.
- Файловый менеджер PCMan File Manager.
- Более 3350 пакетов, устанавливаемых из зеркала.[4]

### Собственные утилиты
- TazPkg — лёгкий пакетный менеджер
- TazWok — утилита для создания пакетов
- TazLiTo — утилита для создания собственных сборок SliTaz LiveCD
- TazUSB — утилита для создания загрузочных образов SliTaz USB

## Системные требования
Системные требования могут различаться в зависимости от версии дистрибутива. Для загрузки SliTaz 4.0 требуются:
- i486-совместимый процессор
- 192 Мбайт ОЗУ при загрузке «core» версии с LiveCD («slitaz-loram» требуется 80 Мбайт, а редакции «slitaz-loram-cdrom» — 16 Мбайт)
- 16 Мбайт ОЗУ при загрузке установленного на жёсткий диск дистрибутива

## Релизы
- 1.0 — 23 марта 2008
- 2.0 — 16 апреля 2009
- 3.0 — 28 марта 2010
- 4.0 — 10 апреля 2012
- 5.0 — 20 мая 2015
- 5 Rolling - еженедельно

## Галерея

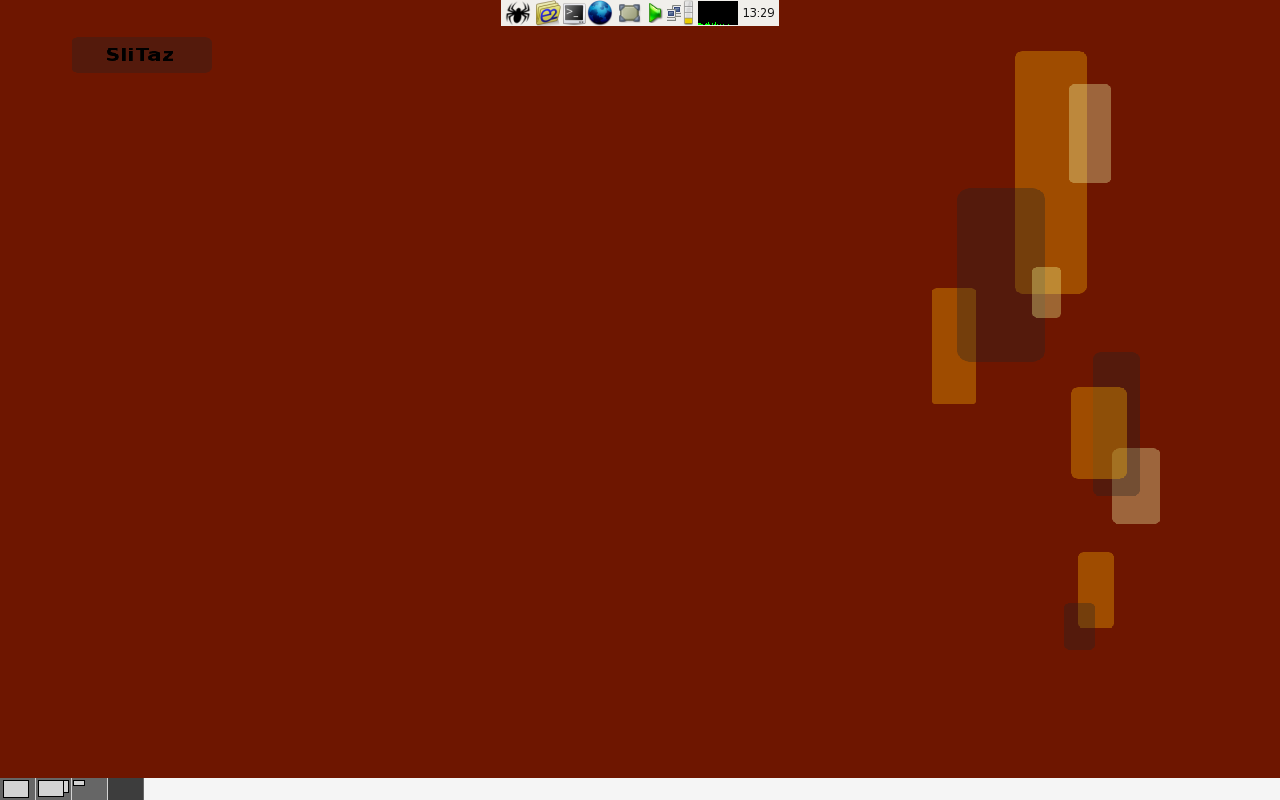
SliTaz 1.0
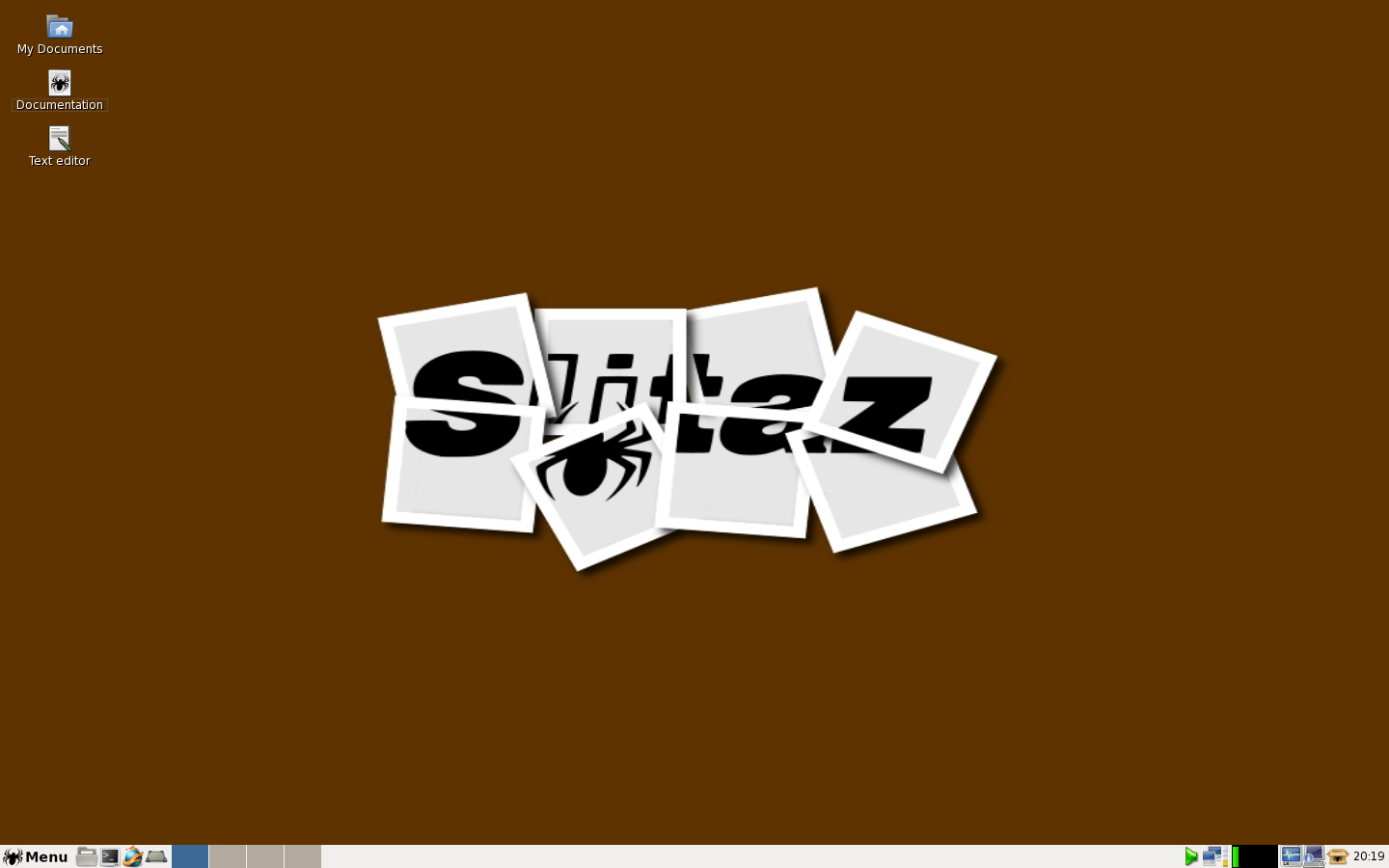
SliTaz 2.0
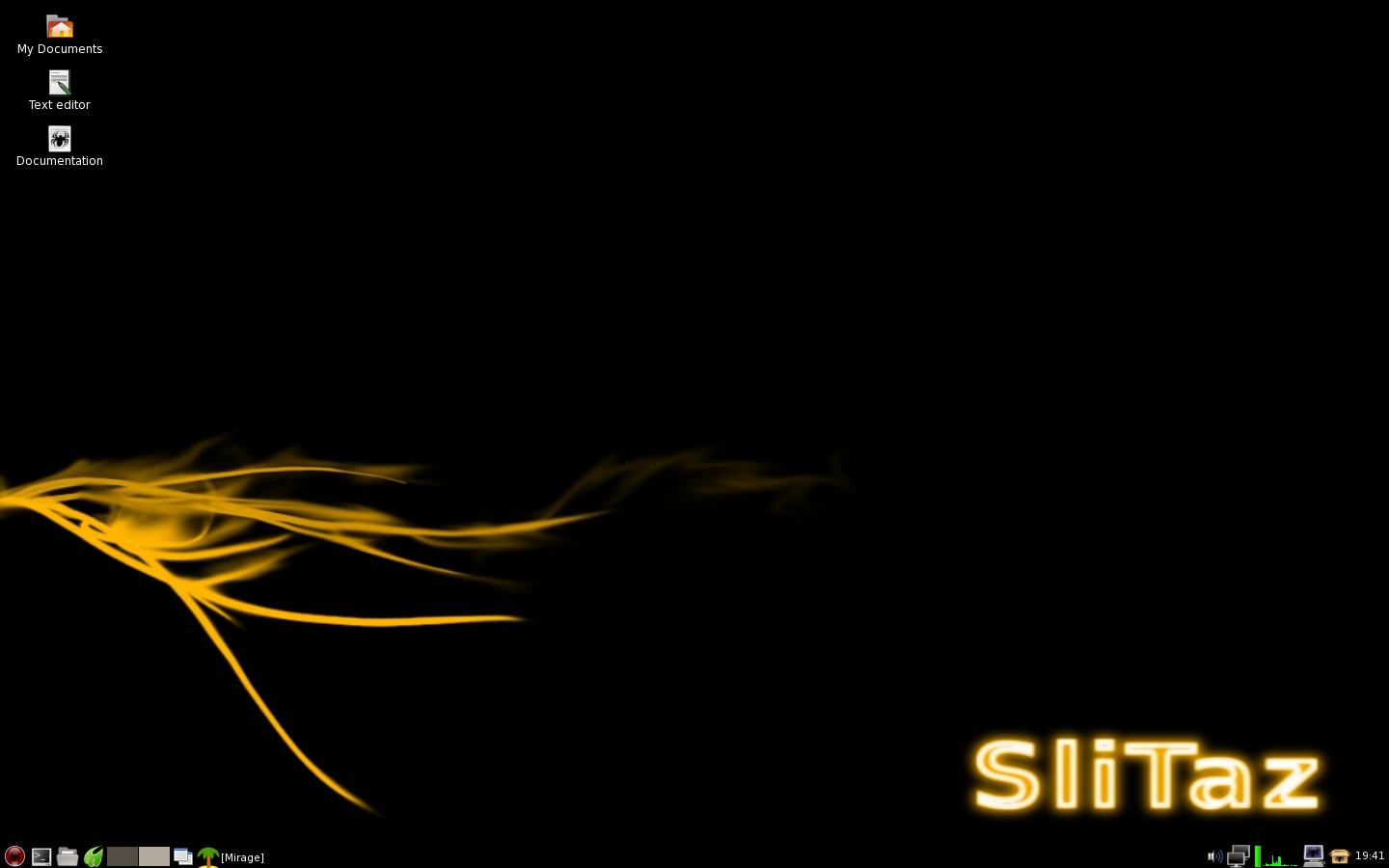
SliTaz 3.0
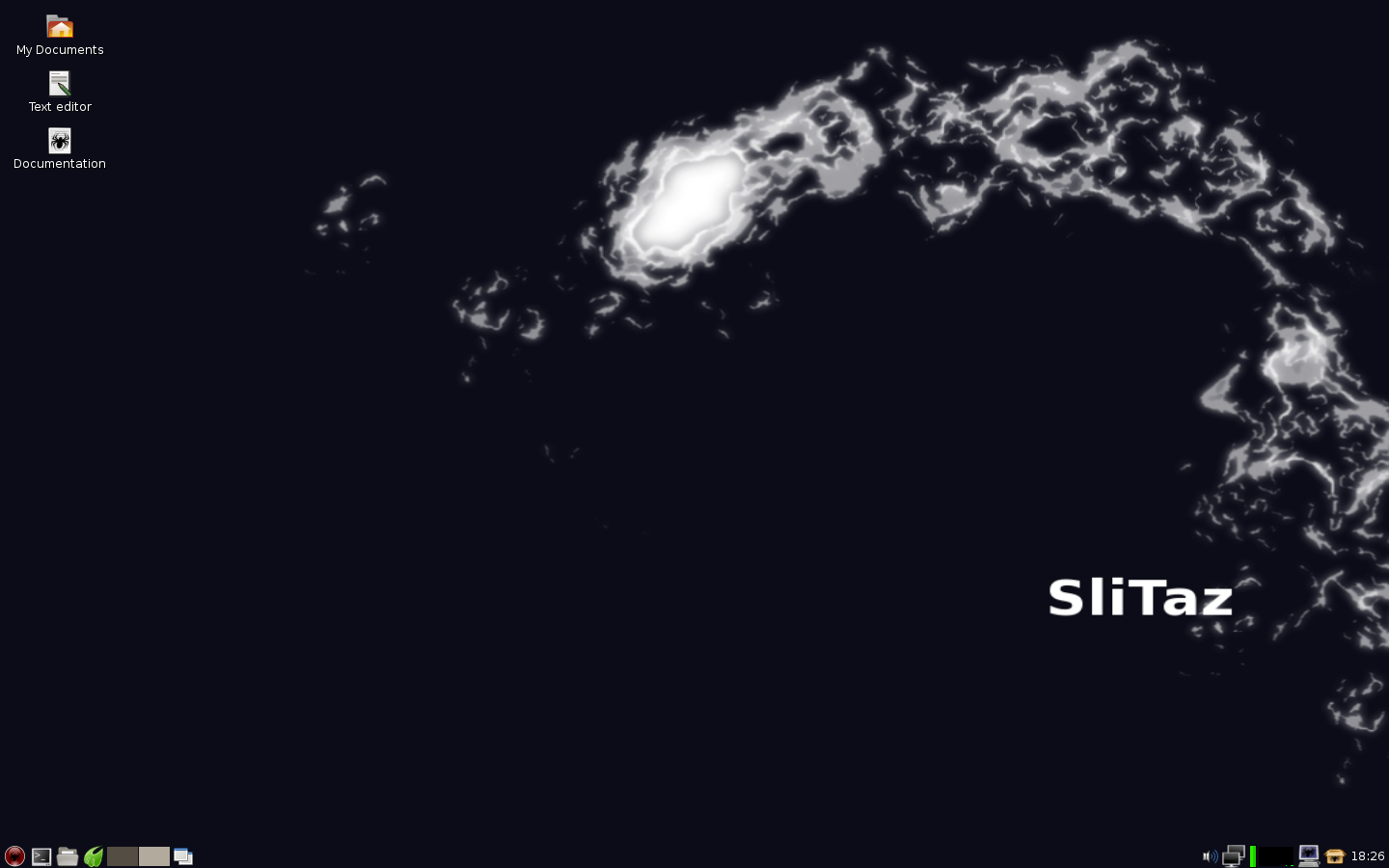
Cooking